# 韦克桑地区布吕埃伊
韦克桑地区布吕埃伊（法語：Brueil-en-Vexin，法語發音：[bʁyɛj ɑ̃ vɛksɛ̃]）是法国中北部法兰西岛大区伊夫林省的一个市镇，属于芒特拉若利区。 

## 地理
韦克桑地区布吕埃伊（49°1'53"N, 1°49'11"E）面积7.34 平方千米，位于法国法蘭西島大區伊夫林省，该省份为法国北部内陆省份，北起瓦兹河谷省，西接厄尔省，西南接厄尔-卢瓦省，东南接埃松省，东临上塞纳省。
与韦克桑地区布吕埃伊接壤的市镇（或旧市镇、城区）包括：加让维尔、吉特朗库尔、瑞济耶、韦克桑地区兰维尔、蒙塔莱勒布瓦、蒙西扬河畔万维尔、萨伊。

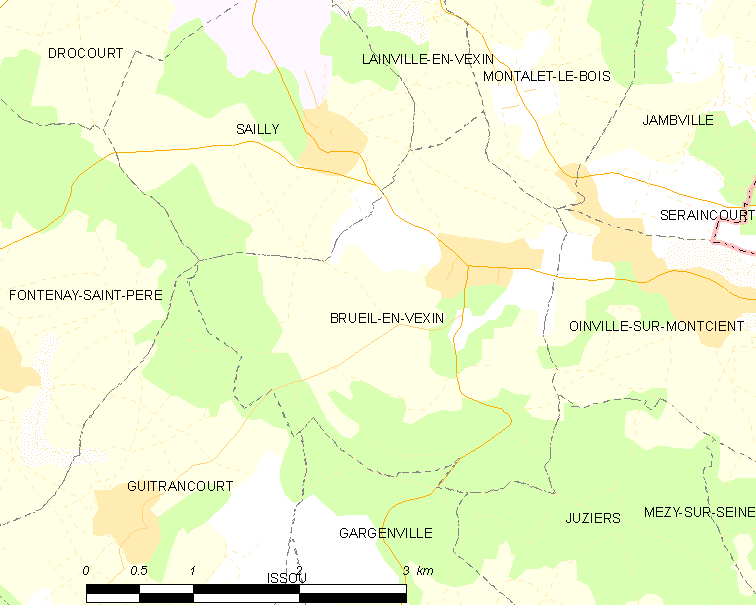
韦克桑地区布吕埃伊的OSM定位图

韦克桑地区布吕埃伊的时区为UTC+01:00、UTC+02:00（夏令时）。

## 行政
韦克桑地区布吕埃伊的邮政编码为78440，INSEE市镇编码为78113。

## 政治
韦克桑地区布吕埃伊所属的省级选区为利迈县。

## 人口

1962-2008年间韦克桑地区布吕埃伊人口变化图示

韦克桑地区布吕埃伊于2022年1月1日时的人口数量为667人。